# Paralelismus
Paralelismus (z řec. par-allélos, souběžný, rovnoběžný) může znamenat:
- vlastnost toho, co je souběžné nebo rovnoběžné – viz paralela
- v literatuře přirovnání prostým přiřazením dvou motivů za sebou, časté v lidové poezii (například červené jablúško po zemi sa gúlá, moje potěšení po světě sa túlá) nebo stejná gramatická nebo zvuková stavba po sobě následujících veršů nebo vět.[1]
- paralelismus membrorum, stylistický prostředek zejména v biblické poezii, kdy se část sdělení (verše) vzápětí s menší nebo větší obměnou opakuje.
- psychofysický paralelismus – pokus o vysvětlení zdánlivě paradoxního vzájemného působení duše a těla v novověkém dualismu: podle něho děje v duši a v těle probíhají souběžně a nezávisle vedle sebe.
- paralelismus v počítačové technice – zdánlivý nebo skutečný paralelní běh více procesů zároveň (viz multitasking, vlákno)